# 血の収穫 (ハウス・オブ・ザ・ドラゴン)
『血の収穫』（原題:The Red Sowing）はHBOのファンタジー・テレビドラマ・シリーズである『ハウス・オブ・ザ・ドラゴン』のシーズン2の第7話である。David Hancockが脚本を書き、Loni Peristereが監督した。Hancockにとってはシリーズ2話目の脚本作品、Peristereにとっては最初の監督作品である。
タイトルは、ターガリエン家の者に種を蒔かれた落とし子たちからドラゴンが乗り手を選び、残りを殺した場面に由来する。、
日本ではU-NEXTが配信した。

## あらすじ
翠装派の現存最大のドラゴン"ヴァーガー"に対抗するため、レイニラは乗り手のいないドラゴンに騎乗する者を探し、ターガリエン家の落とし子の庶民を集めてドラゴンに選ばせる。

### ドリフトマークにて
ドリフトマークの浜辺で、"シアラックス"を従えたレイニラは"シースモーク"の乗り手となった〈ハルのアダム〉に会う。アダムはレイニラに忠誠を誓う。祖先のことを聞かれたアダムは、コアリーズ・ヴェラリオンが父でありヴァリリア人の血をひくことを隠す。

### キングズランディングにて
王都キングズランディングでは、小評議会から追放され、暴動に巻き込まれたアリセントは傷つき、〈王の盾〉のサー・リカードだけを伴って森の中に入り逼塞する。エイモンド摂政王子が暴動から母を守れなかった〈王の盾〉の騎士を壁に追放する。参議ジャスパー・ワイルドが、シースモークが乗り手と共に目撃されたと言う噂をラリス・ストロングに伝えるも、ラリスはエイモンドの耳に入れないよう示唆する。ラリスはエイゴン王の回復を急がせる。

### 谷間の高巣城にて
〈谷間〉の高巣城では、レイナ・ターガリエンがレイニラの幼子たちを連れてペントスに出発する。アリン家当主ジェイン・アリンの目の届かないところに進んだのち、レイナは密かに野生のドラゴンを探す。

### ハレンの巨城にて
〈ハレンの巨城〉では、タリー家の新しい当主である若年のオスカー・タリーが、リヴァーランドの諸侯たちを引き連れて到着する。亡き祖父がヴィセーリス・ターガリエン1世の後継ぎとしてレイニラに忠誠を誓ったことを尊重すると宣言する。諸侯たちはオスカーの言葉を軽んじ、ブラックウッド家をしてブラッケン家に残虐行為を働かせたデイモンを蔑む。諸侯たちをなだめるため、オスカーはデイモンがウィレム・ブラックウッドを処刑するよう強く求め、デイモンはこれに従ってリヴァーランドの軍を手に入れる。夜、デイモンは王冠を望まなかったと言う兄王の夢を見る。

### ドラゴンストーンにて
ドラゴンストーンでは、レイニラがアダムとシースモークを連れて帰還し、アダムをドラゴンの乗り手として訓練するよう命じる。ミサリアは、ターガリエン家と遠縁の貴族よりも、かつて娼館にいた時期に見たような多くのターガリエン家の落とし子の庶民からドラゴンの乗り手を探すよう進言する。ジャセアリーズは、自らがハーウィン・ストロングの落とし子であると揶揄されたため、庶民のドラゴンの乗り手に反対する。コアリーズは、海上封鎖で飢えるキングズランディングの庶民の間で、ドラゴンの乗り手となりえるターガリエン家の落とし子を探していると言う噂を広め、候補者を集めて連れて来るようアリンに命じる。アダムのようにドラゴンの乗り手になりたいか尋ねるも、アリンは辞退する。
連れて来られた多くの落とし子たちを前にして、ドラゴンの飼育係たちは庶民を試すことを拒絶する。レイニラに呼び入れられた"ヴァーミサー"は多くの落とし子たちを焼き殺し、貪り食う。だが女を守ろうとして立ちはだかったヒューを乗り手として選ぶ。ヴァーミサーから逃げて洞窟に入ったアルフは"シルヴァーウィング"に受け入れられる。

### 再びキングズランディングにて
小評議会で、ジャスパー・ワイルドはハイタワー家の里子に出されたデイロン王子とドラゴン"テッサリオン"が成長しもうすぐ戦争に参加できるとエイモンドに伝える。シルヴァーウィングが乗り手とともに王都の上空を飛ぶ。エイモンドはヴァーガーに乗り追いかけてドラゴンストーンまで来るも、サイラックスとヴァーミサ―の姿を見て撤退する。

## 評判

### 視聴者数
アメリカ合衆国内でのHBO初回放送では120万人に視聴された。